# من جيد إلى رائع
من الجيد إلى العظيم: لماذا تقوم بعض الشركات قفزة... والبعض الآخر لا تفعل ذلك، هو كتاب إداري من تأليف جيمس س. كولينز يصف كيف تنتقل الشركات من كونها شركات جيدة إلى شركات عظيمة، وكيف تفشل معظم الشركات في إجراء هذا التحول. كان الكتاب من أكثر الكتب مبيعًا، حيث بيع منه أربعة ملايين نسخة وذهب  إلى ما هو ابعد من الجمهور التقليدي لكتب الأعمال.تم نشر الكتاب في 16 أكتوبر 2001.

## ما هي الشركة «الكبرى»؟
تحدد كولينز «العظمة» من خلال شركة تحقق أداء ماليًا أفضل بعدة أضعاف من متوسط السوق، على مدار فترة مستدامة. 
حدد كولينز وفريقه البحثي مجموعة من نخبة الشركات التي حققت الانتقال من شركة جيدة إلى كبيرة - واستمرت في هذا الأداء لمدة خمسة عشر عامًا على الاقل.

## أداء الشركات الجيدة إلى الكبرى
بعد القفزة، حسن الحظ، حسن الحظ، الأسهم العامة، الأسهم العامة، سبع مرات في سبع مرات، أفضل النتائج التي قدمها مؤشر مركب لأكبر شركات في العالم، بما في ذلك كوكا - كولا وإنتل وجنرال إلكتريك وميرك.

## المنهجية
ااستخدم كولينز فريقًا كبيرًا من الباحثين الذين درسوا «6000 مقال، وأنشأوا أكثر من 2000 صفحة من نصوص المقابلات وأنشأوا 384 ميغابايت من بيانات الكمبيوتر في مشروع مدته خمس سنوات».

## سبع خصائص لشركات «من الجيد إلى العظيم»
1. الخامس للقيادة: القادة الذين يتسمون بالتواضع، ولكنهم يدفعون إلى فعل ما هو أفضل للشركة.
2. أولاً من، ثم ماذا: احصل على الأشخاص المناسبين في الحافلة، ثم اكتشف إلى أين تذهب. ابحث عن الأشخاص المناسبين وجربهم في مقاعد مختلفة في الحافلة (مناصب مختلفة في الشركة).
3. مواجهة الحقائق القاسية : مفارقة ستوكديل - واجه الحقيقة القاسية للموقف، ولكن في نفس الوقت، لا تفقد الأمل أبدًا.
4. مفهوم القنفذ: ثلاث دوائر متداخلة: ما الذي يضيء نيرانك («العاطفة»)؟ ما الذي يمكن أن تكون الأفضل في العالم في («الأفضل في»)؟ ما الذي يجعلك تحصل على المال («مورد القيادة»)؟
5. ثقافة الانضباط: شطف الجبن.
6. مسرعات التكنولوجيا: استخدام التكنولوجيا لتسريع النمو ضمن الدوائر الثلاث لمفهوم القنفذ.
7. دولاب الموازنة: التأثير الإضافي للعديد من المبادرات الصغيرة؛ يتصرفون على بعضهم البعض مثل الفائدة المركبة.

وجد كولينز أن السبب الرئيسي الذي يجعل بعض الشركات تصبح عظيمة هو أنها تركز بشكل ضيق على موارد الشركة في مجال اختصاصها الرئيسي.

## الشركات الجيدة والعظيمة

### الشركات الكبرى ومقارنيها
وجد كولينز إحدى عشر مثالاً لـ «الشركات الكبرى» والمقارنات، متشابهة في نوع الصناعة والفرصة، لكنها فشلت في تحقيق النمو الجيد إلى الكبير الذي يظهر في الشركات الكبرى:
| شركة كبيرة                                               | المقارن                                                                               |
| مختبرات أبوت                                             | أبجون                                                                                 |
| متاجر سيركيت سيتي                                        | صومعة                                                                                 |
| فاني ماي                                                 | Great Western Bank                                                                    |
| شركة Gillette (الآن علامة تجارية لشركة Procter & Gamble) | شركة وارنر لامبرت                                                                     |
| كيمبرلي كلارك                                            | شركة سكوت بيبر                                                                        |
| كروجر                                                    | A&amp;P (أُعلن إفلاسها في 2010 و 2015 ؛ بيعت جميع محلات السوبر ماركت أو أغلقت في 2015) |
| نوكور                                                    | بيت لحم للصلب                                                                         |
| فيليب موريس                                              | رينولدز                                                                               |
| بيتني باوز                                               | العنوان                                                                               |
| والجرينز                                                 | إيكيرد                                                                                |
| ويلز فارغو                                               | بنك امريكي                                                                            |

### شركات غير مستدامة
في عام كولينز 6 نماذج لشركات لم تحافظ على تغييرها إلى العظمة. هذه الشركات، "..
| مقارنات غير مستدامة |
| بوروز               |
| كرايسلر             |
| هاريس               |
| هاسبرو              |
| ربرميد              |
| Teledyne            |

## استجابة

### مديح
تم الاستشهاد بالكتاب من قبل العديد من أعضاء مجلس الرؤساء التنفيذيين لصحيفة وول ستريت جورنال كأفضل كتاب إداري قرأوه.
وصفته دار النشر الأسبوعية بأنه «جدير بالاهتمام»، على الرغم من أن «العديد من وجهات نظر كولينز حول إدارة الأعمال التجارية بسيطة للغاية ومنطقية». 

### نقد
يذكر هولت وكاميرون أن الكتاب يقدم «وصفة تجارية عامة» تتجاهل «الفرص والتحديات الإستراتيجية الخاصة».
أشار ستيفن دي ليفيت إلى أن بعض الشركات التي تم اختيارها على أنها "عظيمة" تعرضت منذ ذلك الحين لمشكلات خطيرة، مثل دائرة المدينة وفاني ماي، في حين أن نوكور فقط "تفوقت بشكل كبير على سوق الأسهم" و "أبوت لابز وويلز فارجو فعلوا ذلك حسنا". ويذكر كذلك أن الاستثمار في محفظة 11 شركة يغطيها الكتاب، في عام 2001، سيؤدي في الواقع إلى أداء ضعيف لمؤشر S&P 500 .  يخلص ليفيت إلى أن كتبًا كهذه هي "في الغالب متخلفة" ولا يمكنها تقديم دليل للمستقبل ".
وأكد كولينز مجددًا أن «الكتب لم تعد أبدًا بأن هذه الشركات ستكون رائعة على الدوام، لكنها كانت ذات يوم كبيره».

## روابط خارجية
- ملخصات فصول ويكي من الخير إلى العظيم
- من الجيد إلى العظيم أفضل كتاب صوتي للأعمال والاقتصاد